# Фентон, Марк
Марк Фе́нтон (англ. Mark Fenton, род. 26 июля 1972 года) — валлийский бывший профессиональный снукерист.

## Карьера
Марк Фентон стал профессионалом в 1994 году. За свою карьеру он несколько раз выходил в финальные стадии рейтинговых турниров, но вместе с тем не раз выбывал из мэйн-тура и играл в челлендж-туре. Свой высший брейк (142 очка) он сделал на 1-м турнире челленджа сезона 2002/03 годов.